# Banjos banjos
Banjos banjos är en fiskart som först beskrevs av J. Richardson 1846.  Banjos banjos är ensam i släktet Banjos och i familjen Banjosidae. Inga underarter finns listade.
Arten förekommer i västra Stilla havet och angränsande vikar från Japan över Kina till Indonesien. Den vistas vanligen 50 till 400 meter under vattenytan. Stora exemplar når en längd upp till 20 cm.